# Herthamoor
Das Herthamoor liegt an der Grenze zwischen Berlin und Brandenburg im Landkreis Oberhavel am Rande von Bergfelde. 
Das Herthamoor gehört zum Landschaftsschutzgebiet Westbarnim und untersteht dem Waldmoorschutzprogramm Brandenburg.

## Beschreibung
Das 9.000 bis 11.000 Jahre alte Moor hat mit seinem Umfeld eine große landschaftliche und ökologische Bedeutung. 
Der westlich der Bergfelder Siedlungskante beginnende Naturraum, zu dem auch das Herthamoor gehört, stellt einen wesentlichen Teil des ökologischen Freiraumverbundsystems zwischen den weiträumigen Waldgebieten im Norden und den bedeutenden Waldflächen dar, die im Süden bis nach Berlin hineinreichen. 
Das  Herthamoor besitzt Bruchwälder aus Erlen und Birken. 

### Geschichte
Um 1907 wurde der Herthasee als Badesee künstlich geschaffen. Nachdem 1924 ein Badegast im Morast stecken blieb und ertrank, fanden dort bis 1929 nur noch Kahnfahrten statt. Danach diente der See zur Enten-, Gänse- und Fischzucht. 
Zur Errichtung der Berliner Mauer wurde das Herthamoor ausgetrocknet und zugeschüttet. Dem nach dem Mauerfall geäußerten Wunsch der Gemeinde Bergfelde nach einer Wiederherstellung des Badesees wurde nicht entsprochen.

### Renaturierung
Mit dem Abriss der Mauer begann ab 1990 auch die Wiederherstellung des Herthamoores und des Treuegrabens. 
Die Gutachten, die in den 1990er Jahren durchgeführt wurden, dienten der Vorbereitung der Renaturierung des Moors im Auftrag des Bezirks Reinickendorf. Die Untersuchung des Moores nach zwei Jahren durch die studentische Projektarbeit zeigte eine erfolgreich geglückte Renaturierung.
Die Deutsche Waldjugend arbeitet alljährlich an Wiederaufforstungsaktionen, wobei ein ehemaliger Grenzturm den Akteuren als Stützpunkt (Naturschutzturm) dient.

### Ökologische Bedeutung und Forschung
Das Herthamoor ist bis heute eines der kaum noch anzutreffenden gut erhaltenen Niedermoore und in all seinen Facetten durch Gutachten und Projektarbeiten gründlich erforscht.
Seit 2000 führt das Fachgebiet Landschaftsökologie/Ökologie der Gehölze der TU Berlin kontinuierlich jedes Jahr vegetationsökologische Langzeit-Forschungsarbeiten durch, die darauf angelegt sind, einerseits die Wirkungen einer moderaten Landnutzung auf die Vegetation in ihrer Nachhaltigkeit zu erfassen und andererseits mit deutlichem Schwerpunkt langfristig die zeitliche Entwicklung weitgehend naturbelassener Anmoore mit Kleingewässern zu verstehen.
Das Herthamoor wurde im Rahmen der Renaturierungsvorbereitungen 1991 durch Gunkel und Lange zum Gegenstand hydrogeologischer um limnologisch-ökologischer Bestandserfassung und gutachterlicher Bewertungen. Auch in einer Projektarbeit von Schubert und Stapelfeldt finden sich u. a. eine Fülle von Angaben zu Flora und Fauna für das Gebiet des Herthamoors und des oberen Kindelfließes nach der Renaturierung.

### Kaltluftentstehungsgebiet
Das Herthamoor liegt in einem Kalt- und Frischluftentstehungsgebiet, worunter Flächen zu verstehen sind, die durch die Fähigkeit zum Temperaturausgleich mittels Temperaturdifferenzen zwischen unbebauten und bebauten Gebieten und durch die Verdünnung gasförmiger Luftverunreinigungen charakterisiert sind. Durch dieses Kaltluftentstehungsgebiet wird ein bedeutender Kaltluftvolumenstrom in das Berliner Stadtgebiet geleitet; es ist aber auch davon auszugehen, dass im kleinklimatischen Rahmen dieses Entstehungsgebiet auch für weite Teile von Hohen Neuendorf mit allen seinen Ortsteilen von Bedeutung ist.

### Naherholungsgebiet
Das Herthamoor liegt in einem Gebiet, das von herausragender Bedeutung für die Naherholung sowohl der Hohen Neuendorfer als auch der Nordberliner Bevölkerung (u. a. Rad- und Wanderwege, Mauerweg, Naturschutzturm, Hubertussee) ist. Diese attraktive Erholungslandschaft wird vorrangig von Wanderern, Radfahrern und Joggern genutzt, Bergfelder Kinder und Jugendliche nutzen den Wald für Mountainbikefahrten, die örtlichen Schulen zu Exkursionen, es gibt ein Waldkindergartenprojekt im Künstlerhof Frohnau.